# The Lovebirds
The Lovebirds es una comedia romántica estadounidense, dirigida por Michael Showalter, a partir de un guion de Aaron Abrams y Brendan Gall, desde una historia de Abrams, Gall y Martin Gero. Es protagonizada por Kumail Nanjiani, Issa Rae, Paul Sparks, Anna Camp y Kyle Bornheimer. 
Originalmente, la película estaba programada para ser estrenada en Estados Unidos el 3 de abril de 2020 por Paramount Pictures, pero se retrasó indefinidamente debido a la pandemia por coronavirus de 2019-20. Finalmente se estrenó en Netflix el 22 de mayo de 2020.

## Argumento
Jibran y Leilani son una pareja que lleva cuatro años junta. Su relación es tensa y los dos discuten constantemente sobre una variedad de temas. Mientras conducen a una cena, los dos acuerdan mutuamente terminar la relación. Distraído por la ruptura, Jibran pasa un semáforo en rojo y golpea a un ciclista con su automóvil. El hombre se niega a recibir ayuda y huye de la escena. Un hombre con bigote de repente se apodera de su auto, afirmando ser un oficial de policía y que el hombre en la bicicleta es un criminal. Persigue al ciclista, pero después de atraparlo atropella al ciclista con su automóvil varias veces, matándolo. Moustache se prepara para matar a Jibran y Leilani con un arma, pero huye después de escuchar las sirenas de la policía. Jibran y Leilani luego huyen de la escena ellos mismos.
Jibran quiere que se entreguen, pero Leilani argumenta que su increíble historia y perfiles raciales asegurarán que sean culpados por el crimen. Habiendo tomado el teléfono del ciclista muerto, ven que había planeado una reunión en un bar con una mujer llamada Edie. Leilani razona que Edie sabrá quién es el hombre, lo que les permitirá averiguar quién es el asesino y limpiar sus nombres. Los dos se encuentran con Edie en el bar, solo para descubrir que es una trampa; los dos son noqueados y atados por Edie y su esposo Brett. Edie cree erróneamente que Jibran y Leilani trabajan para Bicycle y alude al chantaje que se comete contra Edie y Brett. Mientras Edie se prepara para torturar a Leilani, la pareja logra escapar. Los dos viajan a una dirección tomada de Edie que creen que es la casa de Bicycle, solo para encontrar un apartamiento lleno de chicos de fraternidad. Dominan e interrogan a uno de los chicos, quien admite que trabaja para Bicycle como parte de su esquema de chantaje. Antes de que los dos puedan saber más, llega Moustache y mata a todos los chicos del apartamento.
Jibran y Leilani escapan con uno de los sobres de chantaje, que contiene fotos de los destinatarios que asisten a lo que parece ser una reunión de una sociedad secreta. Viajan a la cena a la que originalmente se suponía que debían asistir, engañando al compañero de trabajo de Leilani, Keith, para que desbloquee el teléfono de Bicycle, que contiene una dirección para un evento black tie. Leilani y Jibran viajan al evento, donde todos los asistentes llevan máscaras idénticas a las que se muestran en las fotos del chantaje. La reunión se convierte en una orgía, pero se interrumpe cuando el líder de la reunión descubre que hay impostores presentes. Él engaña a Jibran y Leilani para que se revelen, pero momentos después suena una alarma debido a una redada policial; Jibran y Leilani son puestos bajo custodia policial.
Los dos se encuentran con el detective Martin, quien revela que la persecución y el asesinato de Bicycle fueron captados por las cámaras de tráfico, y los dos estaban siendo buscados como testigos, no como sospechosos. La policía estaba al tanto de la reunión secreta y planeó cerrarlos, pero el grupo de alguna manera fue informado del plan. Jibran y Leilani están siendo conducidos a casa, pero se revela que su conductor es Moustache, que realmente es un oficial de policía, pero la sociedad también le paga para protegerlos de las fuerzas del orden.  Moustache también ejecutó el esquema de chantaje con Bicycle, quien fue asesinado debido a una disputa sobre el pago. Moustache retiene a Jibran y Leilani y se prepara para matarlos, pero los tres se pelean y Leilani logra dispararle a Moustache, quien luego es detenido. Jibran y Leilani hacen las paces y se besan. Un año más tarde, Jibran y Leilani participan en The Amazing Race, que pone a prueba su relación una vez más.

## Reparto
- Kumail Nanjiani como Jibran.
- Issa Rae como Leilani.
- Anna Camp
- Paul Sparks
- Betsy Borrego como Reya.
- Kyle Bornheimer como Brett.
- Kelly Murtagh como Evonne.
- Moses Storm como Steve.

## Producción
En enero de 2019, se anunció que Kumail Nanjiani e Issa Rae se habían unido al elenco de la película, con Michael Showalter, dirigiendo a partir de un guion de Aaron Abramsm Brendan Gall y Martin Gero. Abrams, Gall y Gero serán los productores de la película, junto con Oly Obst, Todd Schulman y Jordana Mollick, mientras que Showalter, Nanjiani y Rae serán los productores ejecutivos. Media Rights Capital producirá y financiará la película, mientras que Paramount Pictures la distribuirá. Ese mismo mes, Anna Camp se unió al elenco de la película.

### Rodaje
La fotografía principal comenzó en enero de 2019.

## Estreno
La película tendría su estreno mundial en South by Southwest el 14 de marzo de 2020. Sin embargo, el festival fue cancelado debido a la pandemia por coronavirus de 2019-20. Estaba programada para ser estrenada  el 3 de abril de 2020. Sin embargo, fue retirada del calendario debido al brote. Ese mismo mes, se anunció que la película se trasladaría a Netflix.